# ناحیه دوسو
ناحیه دوسو (به لاتین: Dosso Region) یک منطقهٔ مسکونی در نیجر است که در نیجر واقع شده‌است. ناحیه دوسو ۳۱٬۰۰۲ کیلومتر مربع مساحت و ۲٬۰۷۸٬۳۳۹ نفر جمعیت دارد.